# Kanton Ligueil
Kanton Ligueil (francouzsky Canton de Ligueil) je francouzský kanton v departementu Indre-et-Loire v regionu Centre-Val de Loire. Tvoří ho 13 obcí.

## Obce kantonu
- Bossée
- Bournan
- La Chapelle-Blanche-Saint-Martin
- Ciran
- Esves-le-Moutier
- Ligueil
- Louans
- Le Louroux
- Manthelan
- Mouzay
- Saint-Senoch
- Varennes
- Vou